# Hipólito Reyes Larios
Hipólito Reyes Larios (Ciudad Mendoza, 13 de agosto de 1946 - Xalapa, 8 de agosto de 2021) fue un sacerdote y arzobispo mexicano que se desempeñó como 1° obispo de Orizaba, entre el 2000 a 2007 y como 4° arzobispo de Xalapa, desde 2007 hasta su fallecimiento en 2021.

## Biografía

### Primeros años y formación
Hipólito nació el 13 de agosto de 1946, en Ciudad Mendoza, Veracruz, México. 
Fue hijo del matrimonio de Melitón Reyes Andrade y Dolores Larios Pastrana.
Realizó estudios eclesiásticos en el Seminario Regional de Xalapa. 
Obtuvo la Licenciatura en Teología Moral en la Academia Pontificia Alfonsiana.
Obtuvo la Licenciatura en Teología Espiritual en la Pontificia Universidad Gregoriana.

### Sacerdocio
Fue ordenado sacerdote el 15 de agosto de 1973. 
En 1995, fue nombrado Rector del Seminario Mayor de Xalapa. 
En 1997, fue elegido Presidente de la Organización de Seminarios Mexicanos y en 1998 de Seminarios latinoamericanos.

## Episcopado

### Obispo de Orizaba
El 15 de abril de 2000, fue nombrado por el papa Juan Pablo II como primer obispo de la naciente diócesis de Orizaba, Veracruz, bajo el lema «Spiritus domini super nos» (El espíritu del señor está sobre nosotros). 
Fue vocal de la Comisión Episcopal para la Pastoral de Comunicación Social para el Trienio 2000 - 2003. 
Para el Trienio 2004 - 2006 fue suplente de la Región Pastoral del Golfo. 
Fue nombrado Presidente de la Comisión Episcopal de Seminarios y Vocaciones. 
Además, fungió como vocal de la Comisión Episcopal para la Pastoral de Comunicación Social y de la Comisión Episcopal de la Pastoral Juvenil.

### Arzobispo de Xalapa
El 10 de abril de 2007, el papa Benedicto XVI lo nombró Arzobispo de Xalapa. 
Tomó posesión de su sede el 19 de junio del mismo año.

## Fallecimiento
El domingo 8 de agosto de 2021, falleció a las 8:40 a. m. en un hospital de Xalapa, víctima de una hemorragia interna.
La noticia fue confirmada por el vocero de la Arquidiócesis, José Manuel Suazo Reyes, quien pidió oraciones por su descanso eterno.
La misa fúnebre tuvo lugar el lunes 9 de agosto a las 1:00 p. m. en la Catedral de Xalapa.
Fue enterrado a un costado de la Tumba de San Rafael Guizar y Valencia de la Catedral de Xalapa.